# Kevin Curran
Kevin Curran (Hartford, 27 februari 1957 - Los Angeles, 25 oktober 2016) was een Amerikaans scenarioschrijver. Hij heeft geschreven voor Late Night with David Letterman, Married...with Children, The Good Life en The Simpsons.
In zijn tijd bij The Simpsons won Curran met zijn team drie keer een Emmy Award. Die prijs won Curran in de jaren tachtig ook driemaal, toen als onderdeel van het schrijversteam van Late Night with David Letterman.
Hij was de stem van Buck, de hond in Married...with Children. 
Curran had twee kinderen uit zijn relatie met auteur Helen Fielding.
In oktober 2016 overleed hij aan een langslepende ziekte op 59-jarige leeftijd.

## "The Simpsons" afleveringen
- "We're on the Road to D'owhere"
- "Don't Fear the Roofer"
- "My Big Fat Geek Wedding"
- "I'm Spelling as Fast as I Can"
- "Treehouse of Horror XIII"
- "The Wife Aquatic"
- "Sex, Pies and Idiot Scrapes"